# Marcel Chevalier (peintre)
Pour les articles homonymes, voir Marcel Chevalier (homonymie) et Chevalier.
Marcel Chevalier artiste peintre né à Forrières en 1911 et décédé à Dinant le 5 novembre 2005.